# Stenus formicetorum
Stenus formicetorum – gatunek chrząszcza z rodziny kusakowatych i podrodziny myśliczków (Steninae).
Gatunek ten został opisany w 1830 roku przez Carla Gustafa Mannerheima.
Chrząszcz o ciele długości od 2 do 2,5 mm, z wierzchu błyszczącym i gładko punktowanym. Głowę cechują wyraźne boczne wklęśnięcia czoła. Przedplecze jest najszersze przed środkiem długości, a jego przedni brzeg jest dłuższy od tylnego. Początkowe tergity odwłoka wyposażone są w cztery krótkie, wyraźnie zaznaczone listewki w częściach nasadowych. Odnóża są ubarwione brunatnie lub czerwonobrunatnie. Stopy pozbawione są sercowatego wcięcia. Samce mają niezgrubiałe uda i pozbawione ząbków wierzchołkowych golenie.
Owad palearktyczny, eurosyberyjski, na zachód sięgający Beneluxu i Francji, na południe Włoch i Dalmacji, na północ za koło podbiegunowe, a na wschód Rosji i Kaukazu. Ponadto znany z Kanady. Występuje od nizin po niższe położenia górskie. W Polsce rzadki. Zasiedla pobrzeża stawów i rowów, torfowiska, obszary bagniste i wilgotne lasy.